# Championnats d'Europe de judo 1967
Navigation
Édition précédente Édition suivante
La 16e édition des championnats d'Europe de judo s'est déroulée du 12 au 13 mai 1967 à Rome, en Italie.

## Résultats
La compétition fait ressortir la domination des judokas soviétiques, au plan individuel et au plan des équipes nationales, ainsi que la suprématie des judokas néerlandais, Ruska et Geesink, dans les catégories des lourds et des toutes catégories.
S'agissant de l'équipe de France, Armand Desmet, né en 1941 à Clichy-sous-Bois, vainqueur en moins de 70 kg, et Pierre Albertini, né en 1942 à Paris, deuxième en moins de 93 kg, se sont particulièrement mis en valeur et ont participé en outre à la quête de la deuxième place de la compétition par équipes.

### Individuels
| Épreuves                       | Or                      | Argent                     | Bronze                                      |
| ------------------------------ | ----------------------- | -------------------------- | ------------------------------------------- |
| moins de 63 kg poids léger     | Serguei Suslin (URS)    | Gustav Lauwereins (BEL)    | Nickolay Kozitsky (URS) George Glass (GBR)  |
| moins de 70 kg poids mi-moyen  | Armand Desmet (FRA)     | Eddy Van Der Pol (NED)     | Tonny Jonkman (NED) Joachim Schroeder (GDR) |
| moins de 80 kg poids moyens    | Vladimir Pokataev (URS) | George Kerr (GBR)          | Patrick Clement (FRA) Brian Jacks (GBR)     |
| moins de 93 kg poids mi-lourds | Peter Herrmann (FRG)    | Pierre Albertini (FRA)     | Boris Mischenko (URS) Ray Ross (GBR)        |
| plus de 93 kg poids lourds     | Willem Ruska (NED)      | Anzor Kibrotsashvili (URS) | Vasily Usik (URS) Klaus Hennig (GDR)        |
| Toutes catégories              | Anton Geesink (NED)     | Anzor Kiknadze (URS)       | Willem Ruska (NED) Klaus Hennig (GDR)       |

### Par équipes
| Épreuve     | Or                                                                                       | Argent                                                                          | Bronze |
| ----------- | ---------------------------------------------------------------------------------------- | ------------------------------------------------------------------------------- | --- |
| Par équipes | Allemagne de l'Ouest Harry Utzat Gerd Egger Ferdinand Miebach Peter Herrmann Klaus Glahn | France Serge Feist Armand Desmet Patrick Clément Pierre Albertini Georges Gress | Union soviétique Sergej Suslin Oleg Stepanow Anatoli Bondarenko Anatoli Judin Anzor Kiknadze Pays-Bas Jan Gietelinck Tony Jonkman Martin Poglajen Peter Snijders Anton Geesink |

## Tableau des médailles
Les médailles de la compétition par équipes ne sont pas comptabilisées dans ce tableau.
| Rang  | Nation               | Or | Argent | Bronze | Total |
| ----- | -------------------- | -- | ------ | ------ | ----- |
| 1     | Union soviétique     | 2  | 2      | 3      | 7     |
| 2     | Pays-Bas             | 2  | 1      | 2      | 5     |
| 3     | France               | 1  | 1      | 1      | 3     |
| 4     | Allemagne de l'Ouest | 1  | 0      | 0      | 1     |
| 5     | Royaume-Uni          | 0  | 1      | 3      | 4     |
| 6     | Belgique             | 0  | 1      | 0      | 1     |
| 7     | Allemagne de l'Est   | 0  | 0      | 3      | 3     |
| Total | Total                | 6  | 6      | 12     | 24    |

## Sources
- Podiums complets sur le site JudoInside.com.

- Epreuve par équipes sur le site allemand sport-komplett.de.

- Podiums complets sur le site alljudo.net.

- Podiums complets sur le site Les-Sports.info.